# Juanmouski človek
Juanmouski človek (poenostavljeno kitajsko: 元谋人; tradicionalno kitajsko: 元謀人; pinjin: Yuánmóu Rén, Homo erectus yuanmouensis) je podvrsta vrste H. erectus, ki je pred približno 1,7 milijona let naseljevala porečje Juanmou v provinci Junan na jugozahodu Kitajske. To je prvi fosilni dokaz o ljudeh na Kitajskem, čeprav so verjetno dosegli to regijo pred vsaj dvema milijonoma let. Juanmouski človek je znan le po dveh zgornjih prvih sekalcih, za katera se domneva, da sta pripadala moškemu in delni golenici, za katero se domneva, da je pripadala ženski. Ženska je bila v življenju visoka približno 123,6–130,4 cm. Ti ostanki so anatomsko precej podobni ostankom sodobnih zgodnjih Homo v Afriki, in sicer H. habilis in H. (e?) ergaster.
Juanmouski ljudje so naseljevali mešano okolje s travniki, grmičevjem, močvirjem in gozdom, v katerem sta prevladovala bor in jelša. Živeli so skupaj s halicotheri, jeleni, slonom stegodonom, nosorogi, govedom, prašiči in velikansko kratkonoso hijeno. Najdišče je trenutno na nadmorski višini 1050–1150 m. Izdelovali so preprosta jedra, odlomke, sekalnike, koničasta orodja in strgala, ki so bila podobna tehnologiji njihovih afriških sodobnikov.

## Taksonomija

### Odkritje
1. maja 1965 je geolog Čjan Fang iz fosilnih nahajališč porečja Juanmou blizu vasi Šangnabang v okrožju Juanmou v provinci Junan na Kitajskem odkril dva arhaična človeška zgornja prva sekalca (kataloška številka V1519). Ko sta bila leta 1973 uradno opisana, je bilo ugotovljeno, da sta pripadala mlademu moškemu. Čjanovo terensko ekipo je financirala Kitajska akademija za geoznanosti. Inštitut za paleontologijo in paleoantropologijo vretenčarjev je financiral nadaljnja izkopavanja najdišča in poročal o 16 kamnitih orodjih, od katerih jih je bilo šest najdenih in situ in 10 v bližini.
Porečje Juanmou leži jugovzhodno od Tibetanske planote in je najnižje ležeče porečje na osrednji planoti Junan-Guidžov na nadmorski višini 1050–1150 m. Formacija Juanmou je razdeljena na štiri člene in 28 plasti. Človeški zobje so bili odkriti v muljastih glinastih in peščenih konglomeratih člena 4 (najvišjega člena) blizu dna plasti 25.
Decembra 1984 je terenska ekipa, ki jo je Pekinški naravoslovni muzej poslal na pregled najdišča Guodžiabao, le 250 m stran od prvotnih zob Juanmouskega človeka, odkrila levo človeško golenico v plasti, ki je tik nad plastjo 25 v členu 4. Golenica je bila opisana leta 1991 in ugotovljeno je bilo, da pripada mladi ženski H. e. yuanmouensis.

### Starost
Formacija Juanmou je bila od 1920-ih identificirana kot najdišče fosilov, paleontološke raziskave na tem območju pa kažejo na starost spodnjega pleistocena. Ker je formacija prelomljena (več kamnin je bilo premaknjenih), je biostratigrafija (datiranje območja na podlagi živalskih ostankov) plasti, v kateri so bili ljudje, nemogoča.
Leta 1976 so Li Pu in sodelavci paleomagnetno datirali sekalce v dogodek geomagnetne polarnosti Gilsa (ko se je Zemljina magnetna polarnost za kratek čas obrnila) pred približno 1,7 milijona let. Leta 1977 so Čeng Guoliang in sodelavci z veliko večjim vzorcem namesto tega območje umestili v podkrono Olduvai in ga datirali na 1,64–1,63 milijona let nazaj. Leta 1979 sta Li Renvei in Lin Dašing izmerila razmerje med beljakovinama aloizolevcin in izolevcin v živalskih kosteh ter za človeka iz Juanmouja določila datum pred 0,8 milijona let. Leta 1983 sta Liu Dongšeng in Ding Menglin – z uporabo paleomagnetizma, biostratigrafije in litostratigrafije – poročala o datumu pred 0,6–0,5 milijona let v srednjem pleistocenu, čeprav živalski ostanki kažejo na starejši datum. Leta 1988 se je Č. Z. Liang strinjal s Čengom glede datiranja v podkrono Olduvai. Leta 1991 sta Čjan in Guo Šing Džov prišla do istega zaključka kot Liang. Leta 1998 so R. Grün in sodelavci z uporabo datiranja z elektronsko spinsko resonanco na 14 konjskih in nosorogovih zobeh izračunali interval pred 1,6–1,1 milijona let. Leta 2002 sta Masajuki Hjodo in sodelavci s pomočjo paleomagnetizma poročali o datumu pred 0,7 milijona let v bližini geomagnetne meje Matujama–Brunhes v srednjem pleistocenu. Kasneje istega leta sta geofizik Brad Singer in sodelavci mejo ponovno datirala na 0,79–0,78 milijona let. Leta 2003 sta Ri Šiang Džu in sodelavci opozorila na neskladje med prejšnjimi paleomagnetnimi študijami in jo leta 2008 paleomagnetno datirala na približno 1,7 milijona let nazaj. Menili so, da so srednjepleistocenske datume verjetno povzročila premajhna velikost vzorca. Golenica je bila verjetno najdena nekje v plasteh 25–28 in bi po Džujevih izračunih datirala na 1,7–1,4 milijona let nazaj.
Datum pred 1,7 milijona let se pogosto navaja. Zaradi tega je Juanmouski človek najzgodnejši fosilni dokaz o ljudeh na Kitajskem in približno sočasen z najstarejšimi ljudmi v jugovzhodni Aziji. Bil je del velike širitve vrste H. erectus po Aziji, ki se je raztezala od 40° severne zemljepisne širine v Šjaočangliangu do 7° južne zemljepisne širine na Javi in naseljevala zmerna travišča do tropskih gozdov. Juanmouski človek je le nekoliko mlajši od homininov iz Dmanisija s Kavkaza, starih 1,77–1,75 milijona let, ki so najstarejši fosilni dokaz o človeški emigraciji iz Afrike. Ti datumi bi torej lahko pomenili, da so se ljudje precej hitro razširili po Starem svetu, v obdobju manj kot 70.000 let. Juanmouski človek bi lahko tudi nakazoval, da so se ljudje razpršili od juga proti severu po Kitajski, vendar je premalo drugih dobro omejenih zgodnjih kitajskih najdišč, da bi to hipotezo preizkusili. Ljudje so se verjetno že naselili na Kitajskem pred 2,12 milijona let, kar dokazujejo kamnita orodja, najdena na puhlični planoti v severozahodni Kitajski.

### Klasifikacija
Zobe je leta 1973 uradno opisal kitajski paleoantropolog Hu Čengdži, ki jih je opredelil kot novo podvrsto Homo erectus, ki se razlikuje od srednjepleistocenskega pekinškega človeka, H. ("Sinanthropus") e. pekinensis, iz Pekinga in je veliko bolj arhaična. Poimenoval jih je H. ("S.") e. yuanmouensis in verjel, da predstavljajo zgodnjo stopnjo v evoluciji kitajskega H. erectus. Leta 1985 je kitajski paleoantropolog Vu Rukang dejal, da le malo avtorjev na tem področju priznava H. e. yuanmouensis kot veljavnega, večina pa se nagiba k temu, da je na Kitajskem obstajala le ena podvrsta H. erectus. Vendar pa je leta 2011 indonezijski paleoantropolog Jahdi Zaim s sodelavci na podlagi primerjav zob ugotovil, da je sangiranski H. erectus, ki je pred 1,6 milijona let koloniziral Javo, nastal iz drugačnega dogodka razpršitve kot pekinški človek, ki je pred 780.000 leti koloniziral Kitajsko. Sangiranski zobje so opazno bolj spominjali na zgodnjega Homo habilisa iz Afrike kot na zobe pekinškega človeka. To bi pomenilo, da se je H. erectus večkrat razpršil po vzhodni Aziji.

## Anatomija
Kar zadeva zobe, sta pri Juanmouskem človeku ohranjena le levi in desni prvi sekalec. Levi sekalec meri 11,4 mm v širino in 8,1 mm v širino, desni sekalec pa 11,5 mm in 8,6 mm. Sekalci so na splošno robustni. Opazno se širijo od spodaj navzgor. Ustnična stran je večinoma ravna, z izjemo nekaj žlebov in vdolbin, osnova pa je nekoliko izbočena kot pri pekinškem človeku. Jezična stran se upogne kot pri pekinškem človeku, vendar ima po sredini izrazit greben, kot pri H. (e?) ergaster in H. habilis. Prečni prerez zobnega vratu (na liniji dlesni) je skoraj eliptična. Podobna anatomija je prisotna tudi pri poznopleistocenskih arhaičnih človeških primerkih iz Šudžjajao na Kitajskem in neandertalcih iz Krapine na Hrvaškem.
Golenica je 227 mm dolg fragment srednjega dela telesa. Je gracilna in bočno (ob straneh) sploščena. Sprednji (anteriorni) del je okrogel in topi ter ima šibko S-krivino. Medkostni greben (ki ločuje mišice na zadnji strani noge od mišic na sprednji strani noge) je plitev. Na zadnji strani je po sredini greben, razvito pritrditev (kjer se je mišica nekoč pritrjevala na kost) za mišico flexor digitorum longus (ki upogiba prste) in definirana solealna linija. Nekoliko je podobna golenicam, ki jih pripisujejo H. habilis. Tako kot pri drugih H. erectus je golenica precej debela in zožuje medularno votlino, kjer je shranjen kostni mozeg. Na verjetni srednji točki telesa je obseg 78 mm, širina od leve proti desni je 17 mm in od spredaj nazaj 29 mm. Posameznik je morda meril približno 123,6–130,4 cm.

## Kultura

### Paleohabitat
Iz plasti 25 je bilo zabeleženih skupno 35 drugih živali. Sesalci so: halicothera Nestoritherium; jelen Cervocerus ultimus, Procapreolus stenosis, Paracervulus attenuatus, Rusa yunnanensis, Cervus stehlini, Muntiacus lacustris, M. nanus, gazela in čital; govedo; prašiči; slon Stegodon; nosorog; orjaška kratkonosa hijena Pachycrocuta brevirostris licenti; in majhni glodavci. Najdeni so bili tudi različni mehkužci, želve, raki in rastline. Fosilne usedline cvetnega prahu na zobeh in artefaktih Juanmouna lahko v veliki meri pripišemo zelnatim rastlinam, boru in jelši. Skupaj kažejo, da je Juanmouski človek naseljeval mešano okolje z odprtimi travniki, grmičevjem, gozdom, močvirjem in sladko vodo, kar je podobno tistemu, kar se domneva za hominine Dmanisi.

### Tehnologija
Leta 1973 so v 20 m od sekalcev našli tri retuširana orodja, dve od njih v plasti 50 cm pod sekalci in še eno približno 1 m nad sekalci. Na površju najdišča Šangnabang so odkrili tri podobna orodja. V 15 km so našli jedra, odlomke, sekalnike, koničasta orodja in strgala, skupno 16 orodij. Izdelana so bila iz kremena in kvarcita, verjetno nabranega iz bližnje reke. Večina je bila spremenjenih z neposrednim kladivom (z uporabo kladivnega kamna za lomljenje kosov), nekaj pa jih je bilo spremenjenih z bipolarno tehniko (razbijanje jedra s kladivnim kamnom, kar je ustvarilo več odlomkov). Orodja imajo preprost školjkast zlom, ki ni drugačen od sodobnih orodij Oldovan iz Afrike.
Leta 1985 je kitajski paleoantropolog Džja Lanpo opisal dve verjetno ožgani kosti sesalcev in precejšnje ostanke oglja iz Juanmouna. Predlagal je, da bi to lahko predstavljalo izjemno zgodnjo uporabo ognja s strani ljudi. Te kosti in podobno stari ožgani ostanki iz različnih delov sveta danes veljajo za produkte naravnih požarov v naravi, zaradi česar je malo verjetno, da bi pekinški človek uporabljal ogenj.